# イェッペ・ケア
イェッペ・ケア（デンマーク語: Jeppe Kjær, 2004年3月1日 - ）は、デンマークのプロサッカー選手。ミェルビーAIF所属。ポジションはフォワード、ミッドフィールダー。

## 経歴

### クラブ

#### ホーセンス
地元のクラブでサッカーを始め、12歳でホーセンスの下部組織に入団。2018年の秋、クラブのスタッフでもある父親に連れられ、イングランドのサウサンプトンのトライアルに2度参加した。2019年3月1日、15歳の誕生日にホーセンスと3年契約を交わした。2019年8月28日、クラブはケアがユヴェントスのトライアルに参加することを承認し、そこで親善試合に出場することとなった。2019年11月、監督のボー・ヘンリクセンはサウサンプトンとユヴェントス双方がケアの獲得に関心を寄せていることを認めたが、結局、ホーセンスはこの時点での売却を拒んだ。
2020年3月1日、16歳の誕生日にラナース戦で79分にミカエル・ラムブに代わって途中出場。このプロデビューは、デンマーク・スーペルリーガの最年少出場記録となった（リーグの規約で16歳未満は出場することができないため、この規約が変わらない限り記録も破られない）。7月8日のホブロ戦では、16歳129日でプロ初ゴールを記録した（この時点ではリーグ最年少記録であったが、後にルーニー・バルドグジが更新）。

#### アヤックス
2020年8月14日、オランダのアヤックスは9月7日付でケアが加入すると発表した。3年契約で、下部組織からの所属となる。
リザーヴチームであるヨング・アヤックスで2シーズン経験を積み、2022年9月12日、エールステ・ディヴィジのNACブレダ戦でオランダでの公式戦初出場。

#### ボデ/グリムト
2023年1月17日、4年半の契約でノルウェーのボデ/グリムトに移籍。
8月25日、シーズン終了までの期限つきでサンデフィヨルドに移籍。10月21日、保有元であるボデ/グリムト戦でエリテセリエン初ゴールを記録。
2024年1月10日、エリエセリエンに昇格したフレドリクスタにローン移籍。

#### ミェルビー
2025年7月21日、スウェーデンのミェルビーに完全移籍。移籍金は1,000万クローネと報じられている。

### 代表
2019年からデンマークの世代別代表に選出され、8月18日に行われたイングランドとの親善試合でU-16代表初出場。

## 個人成績

### クラブ
| 国内大会個人成績 | 国内大会個人成績   | 国内大会個人成績 | 国内大会個人成績   | 国内大会個人成績 | 国内大会個人成績                   | 国内大会個人成績 | 国内大会個人成績 | 国内大会個人成績 | 国内大会個人成績 | 国内大会個人成績 | 国内大会個人成績 |
| 年度             | クラブ             | 背番号           | リーグ             | リーグ戦         | リーグ戦                           | リーグ杯         | リーグ杯         | オープン杯       | オープン杯       | 期間通算         | 期間通算         |
| 年度             | クラブ             | 背番号           | リーグ             | 出場             | 得点                               | 出場             | 得点             | 出場             | 得点             | 出場             | 得点             |
| デンマーク       | デンマーク         | デンマーク       | デンマーク         | リーグ戦         | リーグ戦                           | リーグ杯         | リーグ杯         | オープン杯       | オープン杯       | 期間通算         | 期間通算         |
| ---------------- | ------------------ | ---------------- | ------------------ | ---------------- | ---------------------------------- | ---------------- | ---------------- | ---------------- | ---------------- | ---------------- | ---------------- |
| 2019-20          | ホーセンス         | 29               | スーペルリーガ     | 7                | 1                                  | -                | -                | 2                | 0                | 9                | 1                |
| オランダ         | オランダ           | オランダ         | オランダ           | リーグ戦         | リーグ戦                           | リーグ杯         | リーグ杯         | KNVBカップ       | KNVBカップ       | 期間通算         | 期間通算         |
| 2022-23          | ヨング・アヤックス |                  | エールステ         | 2                | 0                                  | -                | -                | 0                | 0                | 2                | 0                |
| ノルウェー       | ノルウェー         | ノルウェー       | ノルウェー         | リーグ戦         | リーグ戦                           | リーグ杯         | リーグ杯         | ノルウェー杯     | ノルウェー杯     | 期間通算         | 期間通算         |
| 2023             | ボデ/グリムト      | 23               | エリテセリエン     | 3                | 0                                  | -                | -                | 1                | 0                | 4                | 0                |
| 2023             | サンデフィヨルド   | 10               | エリテセリエン     | 11               | 1                                  | -                | -                | -                | -                | 11               | 1                |
| 2024             | フレドリクスタ     | 20               | エリテセリエン     | 24               | 3                                  | -                | -                | 5                | 2                | 29               | 5                |
| 2025             | ボデ/グリムト      | 95               | エリテセリエン     | 3                | 0                                  | -                | -                | 1                | 0                | 4                | 0                |
| スウェーデン     | スウェーデン       | スウェーデン     | スウェーデン       | リーグ戦         | リーグ戦                           | リーグ杯         | リーグ杯         | オープン杯       | オープン杯       | 期間通算         | 期間通算         |
| 2025             | ミェルビー         | 10               | アルスヴェンスカン |                  |                                    |                  |                  | -                | -                |                  |                  |
| 通算             | デンマーク         | デンマーク       | スーペルリーガ     | 7                | 1                                  | -                | -                | 2                | 0                | 9                | 1                |
| 通算             | オランダ           | オランダ         | エールステ         | 2                | 0                                  | -                | -                | 0                | 0                | 2                | 0                |
| 通算             | ノルウェー         | ノルウェー       | エリテセリエン     | 41               | 4                                  | -                | -                | 7                | 2                | 48               | 6                |
| 通算             | スウェーデン       | スウェーデン     | アルスヴェンスカン |                  |                                    |                  |                  | -                | -                |                  |                  |
| 総通算           | 総通算             | 総通算           | 総通算             | 50               | 5\|\|\|0\|\|0\|\|9\|\|2\|\|59\|\|7 |                  |                  |                  |                  |                  |                  |